# Beschäftigungsverordnung
Die Beschäftigungsverordnung (BeschV) regelt, unter welchen Voraussetzungen ausländische Arbeitnehmer und bereits in Deutschland lebende Ausländer zum deutschen Arbeitsmarkt zugelassen werden können.

## Geschichte
Die Verordnung wurde als Art. 1 der Verordnung zur Änderung des Ausländerbeschäftigungsrechts verkündet und löste mit Wirkung vom 1. Juli 2013 die gleichnamige Beschäftigungsverordnung vom 22. November 2004 und die Beschäftigungsverfahrensverordnung vom selben Tag ab.
Bis zu diesem Zeitpunkt war die Beschäftigung von Ausländern in zwei getrennten Verordnungen geregelt; ihre jeweilige Anwendung hing davon ab, ob sich der Ausländer noch im Ausland (dann Beschäftigungsverordnung) oder bereits im Inland (dann Beschäftigungsverfahrensordnung) aufhielt. Diese von vornherein wenig geglückte Aufteilung wurde durch die neue Beschäftigungsverordnung beendet, die nun beide Sachverhalte regelt.

## Anwendungsbereich
Die Verordnung betrifft nur diejenigen Ausländer, die in Deutschland einer Aufenthaltserlaubnis bedürfen und denen auch die Aufnahme einer Beschäftigung gesondert erlaubt werden muss.
Nicht von der Verordnung betroffen sind EU-Bürger und Bürger eines übrigen Staates des EWR (Island, Liechtenstein und Norwegen) oder Bürger der Schweiz und die bei ihnen lebenden nahen Familienangehörigen, auch wenn diese Drittstaatsangehörige sind. Diesem Personenkreis steht bereits aufgrund Europarechts (aufenthaltsrechtliche Freizügigkeit nach Art. 21 des Vertrags über die Arbeitsweise der Europäischen Union (AEUV), Arbeitnehmerfreizügigkeit nach Art. 45 AEUV) ein Aufenthaltsrecht und auch das Recht zur Ausübung einer selbstständigen oder unselbstständigen Erwerbstätigkeit zu. Sie benötigen weder eine Aufenthaltserlaubnis noch eine Arbeitserlaubnis. Dieser Personenkreis erhielt bis zum 28. Januar 2013 eine Freizügigkeitsbescheinigung und seitdem überhaupt kein Aufenthaltsdokument mehr. Ihre Familienangehörigen, die nicht Staatsangehörige eines EWR-Staates sind, erhalten eine deklaratorische Aufenthaltskarte. Staatsangehörige der Schweiz und ihre Familienangehörigen erhalten eine Aufenthaltserlaubnis mit dem besonderen Eintrag Aufenthaltserlaubnis-CH. Die Erwerbstätigkeit ist in allen diesen Fällen uneingeschränkt erlaubt.

## Gliederung
Die Verordnung gliedert sich in neun Teile:
- Der erste Teil (§ 1) enthält allgemeine Bestimmungen über die Formen der Mitwirkung der Bundesagentur für Arbeit im Verfahren vor der Ausländerbehörde,
- der zweite (§§ 2 bis 9) regelt die Zuwanderung von Fachkräften (Hochqualifizierte, Führungskräfte, Wissenschaftler, Akademiker),
- der dritte (§§ 10 bis 15 c) regelt Kurzzeitbeschäftigungen (internationaler Personalaustausch, Sprachlehrer, Au-Pairs, Hausangestellte, Praktikanten, Saisonbeschäftigte, Schaustellergehilfen und Haushaltshilfen),
- der vierte (§§ 16 bis 21) betrifft aus dem Ausland entsandte Arbeitnehmer (Geschäftsreisende, zur betrieblichen Weiterbildung im Inland Tätige, Journalisten, Personen, die Werklieferungsverträge erfüllen, und Fahrpersonal im internationalen Straßen- und Schienenverkehr sowie Dienstleister mit Sitz im Ausland),
- der fünfte (§§ 22 bis 28) behandelt bestimmte Berufsgruppen wie Künstler, Schauspieler, Berufssportler, Fotomodelle, Dressmen, Reiseleiter und Dolmetscher, Besatzungspersonal im Schiffahrts- und Luftverkehr und besondere Personengruppen (Staatsangehörige von Andorra, Australien, Israel, Japan, Kanada, der Republik Korea, von Monaco, Neuseeland, San Marino und den Vereinigten Staaten von Amerika sowie [„Westbalkanregelung“, anfangs vorübergehend bis 2020, später verlängert bis 2023[4]] auch für Staatsangehörige von Albanien, Bosnien und Herzegowina, Kosovo, Mazedonien, Montenegro und Serbien), Grenzgänger und deutsche Volkszugehörige,
- der sechste (§§ 29 und 30) enthält ergänzende Bestimmungen zu internationalen Werkvertragsarbeitnehmerabkommen und zwischenstaatlichen Vereinbarungen sowie nicht als Beschäftigung geltende Kurzzeittätigkeiten,
- der siebente (§§ 31 bis 33) regelt die Beschäftigung von Personen, die eine Aufenthaltserlaubnis aus humanitären Gründen oder eine Duldung haben oder Asylbewerber sind,
- der achte (§§ 34 bis 37) sieht Regelungen über das Verfahren vor und
- der neunte Teil (§§ 38 und 39) behandelt die der Bundesagentur für Arbeit vorbehaltene Anwerbung und Arbeitsvermittlung in Gesundheits- und Pflegeberufen aus 57 namentlich aufgeführten Staaten.